# Kompsoprium furcatum
Kompsoprium furcatum är en mångfotingart som först beskrevs av Carl Graf Attems 1935.  Kompsoprium furcatum ingår i släktet Kompsoprium och familjen Odontopygidae. Inga underarter finns listade i Catalogue of Life.